# Prasinocyma angolica
Prasinocyma angolica är en fjärilsart som beskrevs av Louis Beethoven Prout 1930. Prasinocyma angolica ingår i släktet Prasinocyma och familjen mätare. Inga underarter finns listade i Catalogue of Life.